# Zodiac: Orcanon Odyssey
(Tagline del gioco)
Zodiac: Orcanon Odyssey è un videogioco di ruolo alla giapponese e di strategia a turni a tema fantasy sviluppato e pubblicato da Kobojo (nel 2017 acquistata da Celsius Online) e distribuito da App Store per iOS nel 2015.

## Trama
Cael è un giovane combattente membro della Pattuglia di confine, dedita a proteggere i confini della cittadella di Orcanon.
Dopo essersi allenato con la sorella maggiore Ulan Cael viene richiamato dal capitano Antinus, che lo manda a pattugliare i cieli di Orcanon con il suo grifone per ripulire i confini dai nemici ed evitare così disturbi  all'inaugurazione della signora Yeuno; durante il suo turno, però, Cael si imbatte in un'antica reliquia, dalla quale precipita un Frammento celeste splendente che Cael prende in mano: il ragazzo sviene e viene portato in una prigione remota di Orcanon da un'ancella di nome Kadyn, che lo informa che avendo toccato il Frammento Cael ha messo in pericolo la sua vita poiché i Frammenti divini non possono essere toccati dagli esseri umani. Cael viene poi liberato e aiuta i combattenti del luogo a sconfiggere i nemici che lo assediano, avventurandosi nelle varie aree che lo compongono; riesce infine a sconfiggere il demone che assediava la prigione.
Con la sorella Ulan Cael parte alla ricerca dei 4 Frammenti proibiti, nascosti nelle Cinque terre di cui Orcanon è la quinta e la centrale: le Terre Tribali, il Paese del Vento, il Regno bruciato, e le Terre umide. Mentre il viaggio prosegue Cael inizia a scoprire il suo passato e quello della città di Orcanon. Cael giunge alla Torre del Castello di Kitoto con Ulan, Kadyn e un bambino dodicenne combattente di nome Eko, trova l'ultimo Frammento celeste, e combatte contro il Re della torre (il custode del Frammento), intenzionato a vendicare i suoi sicari sconfitti da Cael; dopo la battaglia Cael tocca l'ultimo Frammento Celeste, acquisendo potere e imparando nuove abilità, e Ulan, che ora è comandante delle forze di Orcanon, gli rivela che oltre a Cael aveva altri tre fratelli e che i genitori erano soldati morti in battaglia.
Cael, Ulan, Kadyn e Eko tornano a Orcanon, che ora è destinata a un periodo di pace.

## Modalità di gioco
Il gameplay di Zodiac: Orcanon Odyssey si ispira a quello di Final Fantasy, Kingdom Hearts, Dragon's Fire, e Valkyria Chronicles.
Il gioco è munito di una visuale in 2D. Il giocatore può esplorare i territori e combattere i nemici per ottenere monete d'oro o di argento - con cui acquistare materiali da lavoro, e armi, e apprendere nuove abilità da utilizzare in combattimento -, materiali, e punti esperienza; questi ultimi gli permetteranno di potenziare i personaggi giocanti aumentandone il livello; aumentare il livello dei personaggi permette di sbloccare nuovi attacchi in combattimento e potenziare quelli già ottenuti (aumentandone i danni), e sbloccare nuove armi.
Il personaggio controllato dal giocatore può combattere una battaglia contro uno o più nemici - di cui può visualizzare il livello, lo status, e le caratteristiche (attacco, intelligenza, agilità, difesa, forza di volontà, e iniziativa) -, e può essere supportato da più personaggi che il giocatore può a loro volta controllare; ciascun personaggio possiede delle abilità per il combattimento: le abilità offensive permettono di attaccare il nemico o fargli perdere salute gradualmente, mentre quelle curative permettono al personaggio selezionato di recuperare salute. La squadra alleata può inoltre essere supportata dal grifone di Cael, che scenderà nell'arena e attaccherà il nemico. Dopo aver combattuto contro un personaggio principale il giocatore otterrà uno o più oggetti indispensabili per proseguire nella storia principale del gioco. 
Quando il giocatore progredisce nei livelli del gioco sblocca diverse classi (combattente,  alchimista, saggio, mistico) con diverse caratteristiche che approcceranno il giocatore al combattimento in modo diverso; tali classi tuttavia non sono disponibili contemporaneamente. 
Oltre alle missioni principali il giocatore può portare a termine anche missioni secondarie legate alle vicende dei personaggi, che durano in tutto oltre 10 ore. Anche se il nome standard del protagonista è Cael il giocatore potrà digitare un nome a piacimento quando gli verrà richiesto.
Il gioco possiede una modalità multigiocatore online.

## Colonna sonora
Gli effetti sonori sono stati realizzati da Basiscape: società giapponese fondata da Sakimoto. Anche il progettista del suono Masaaki Kaneto ha contribuito alla realizzazione degli effetti sonori.

## Sviluppo
Zodiac: Orcanon Odyssey nasce dal desiderio di Kobojo di non limitarsi ai videogiochi a piattaforme free-to-play su Facebook che aveva da sempre prodotto, ma di realizzare un videogioco di ruolo che ricalcasse lo stile dei classici GdR giapponesi; Kobojo ha quindi ingaggiato lo sceneggiatore Kazushige Nojima per progettare le modalità di gioco, e i personaggi e l'ambientazione, e il compositore Hitoshi Sakimoto per comporre le tracce della colonna sonora, perché entrambi avevano precedentemente contribuito alla realizzazione di alcuni capitoli di Final Fantasy, Kindom Hearts e altre serie; la direzione artistica - che prevede ambienti, e personaggi e animazioni interamente realizzati a mano - invece è stata affidata a CyDesignation: società giapponese di produzione guidata da Hideo Minaba. Il motore grafico utilizzato è Unity. 
Lo sviluppo del gioco è iniziato nell'ottobre 2013 presso gli studi di Kobojo a Dundee (Scozia); al riguardo l'amministratore delegato di Kobojo Mario Rizzo ha dichiarato: 
Rizzo ha guidato la programmazione del gioco e ha anche contribuito (assieme a Nojima) alla sua progettazione, con l'intenzione di "creare un contenuto di qualità altissima su dispositivo touch".

## Distribuzione
Nel settembre 2014 al Tokyo Game Show Kobojo ha annunciato che il gioco sarebbe uscito ufficialmente sul mercato a novembre 2015 - rivelandone poi il sottotitolo Orcanon Odyssey, che sarebbe stato il primo capitolo di una serie - inizialmente su iOS e PlayStation Vita.
Il 5 dicembre 2015 al PlayStation Experience di San Francisco sono stati mostrati dei trailer del gioco su PlayStation 4 e PlayStation Vita da Sony; il gioco sarebbe infatti dovuto uscire su console nel 2016, ma le versioni console - che avrebbero dovuto avere un'interfaccia utente diversa ed effetti visivi aggiuntivi rispetto alla versione per iOS - non sono state mai distribuite. Mario Rizzo ha dichiarato che dopo un'ipotetica uscita del gioco su console Sony il gioco sarebbe uscito anche su personal computer dopo almeno un mese.
In un'intervista Kobojo si è dichiarata preoccupata da un'ipotetica uscita del gioco su Android perché su Google Play i videogiochi premium difficilmente riescono a vendere senza imbattersi nella pirateria.
Zodiac: Orcanon Odyssey è inoltre uno dei giochi iOS più attesi del 2015.

## Accoglienza
| Testata                          | Giudizio |
| -------------------------------- | -------- |
| Metacritic (media al 10-11-2020) | 66/100   |
| 148Apps                          | 3.5/5    |
| Pocket Gamer (UK)                | 3.5/5    |
| TouchArcade                      | 2/5      |
| God is a Geek                    | 7/10     |
| AppAdvice                        | 8/10     |
| Vandal                           | 8.8/10   |

Alla sua uscita ufficiale esclusivamente su iOS Zodiac: Orcanon Odyssey ha ricevuto valutazioni controverse da parte della critica.
L'edizione britannica di Pocket Gamer ha affermato che "c'è molto da apprezzare in Zodiac: Orcanon Odyssey", ma che "ci sono anche buone probabilità di aver già trovato di meglio"; il sito TouchArcade ha dichiarato che Zodiac: Orcanon Odyssey sia "solo una delusione" perché nonostante "i combattimenti fluidi, la meravigliosa interfaccia utente e la sua bellezza estetica" il gioco "non riesce a far desiderare al giocatore di giocarci ancora, a capitalizzare i punti di forza che ha, preferendo tirarsi fuori in un noioso arrancare ti ricompense con troppi pochi punti luminosi per un tempo di gioco troppo lungo"; secondo il sito web God is a Geek, che ha attribuito al gioco una valutazione di 7/10, Zodiac: Orcanon Odyssey è "un'ottima traduzione della meccanica J-RPG tradizionale per uno schermo tattile che eccelle con la grafica", risultando però deludente a causa di "un'interfaccia vaga durante i combattimenti, l'assenza di una mappa durante l'esplorazione degli ambienti, e la mancanza del salvataggio manuale durante le partite"; il sito web portoghese Vandal ha ritenuto che Zodiac: Orcanon Odyssey ha "alcune limitazioni che gli impediscono di raggiungere lo status di capolavoro, ma l'esperienza vale il suo tempo", aggiungendo che nonostante tutto "rispetta tutti i requisiti per essere un buon videogioco di ruolo". 

### Premi e candidature
| Data                 | Premio           | Categoria                           | Risultato | Fonte         |
| -------------------- | ---------------- | ----------------------------------- | --------- | ------------- |
| 12 novembre 2015     | Steam            | Greenlight                          | Vincitore | [ 23 ] [ 39 ] |
| 2015                 | Ping Awards      | Best French independent mobile game | Vincitore | [ 23 ] [ 39 ] |
| 17-20 settembre 2015 | Famitsū e 4Gamer | Best Mobile Game                    | Candidato | [ 23 ] [ 39 ] |
| 21 settembre 2014    | IGN              | Best Surprise                       | Vincitore | [ 40 ]        |